# Muzeum Motoryzacji Wena w Oławie
Muzeum Motoryzacji Wena w Oławie – funkcjonujące od 2024 roku prywatne muzeum motoryzacji, znajdujące się w Oławie. Największe prywatne muzeum motoryzacji w Europie Środkowej.

## Historia
Założycielem muzeum jest Tomasz Jurczak, który kolekcjonowanie samochodów rozpoczął w pierwszej połowie lat 90., a jego pierwszym pojazdem był NSU Prinz. Budowa muzeum rozpoczęła się w październiku 2022 roku. Otwarcie wystawy nastąpiło 19 czerwca 2024 roku.

## Charakterystyka
Powierzchnia ekspozycji liczy około 5500 m². Kolekcja liczy około 300 samochodów, 192 rowery i 100 motocykli. Najstarszym eksponatem jest Daimler z 1895 roku, w muzeum znajduje się również ostatni wyprodukowany Fiat 126p i ostatni FSO Polonez, najmniejszy polski samochód (ML), polski quad z 1960 roku, a także najstarszy zarejestrowany w Polsce samochód. Na ekspozycji znajduje się ponadto 55 Fiatów 126p. Częścią muzeum jest stała wystawa „ Życie w PRL-u”, licząca 33000 przedmiotów.

## Galeria

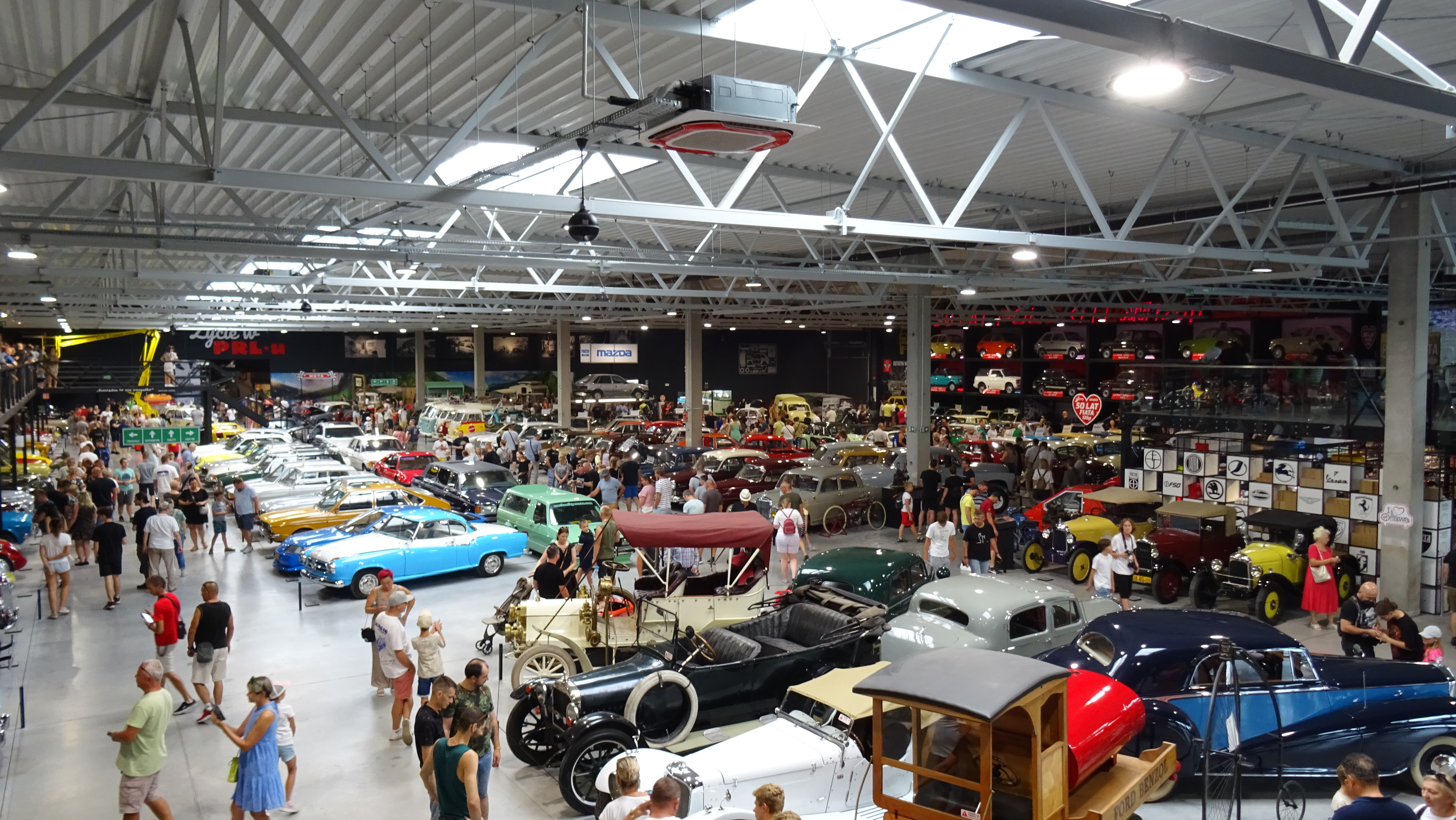
Główna hala
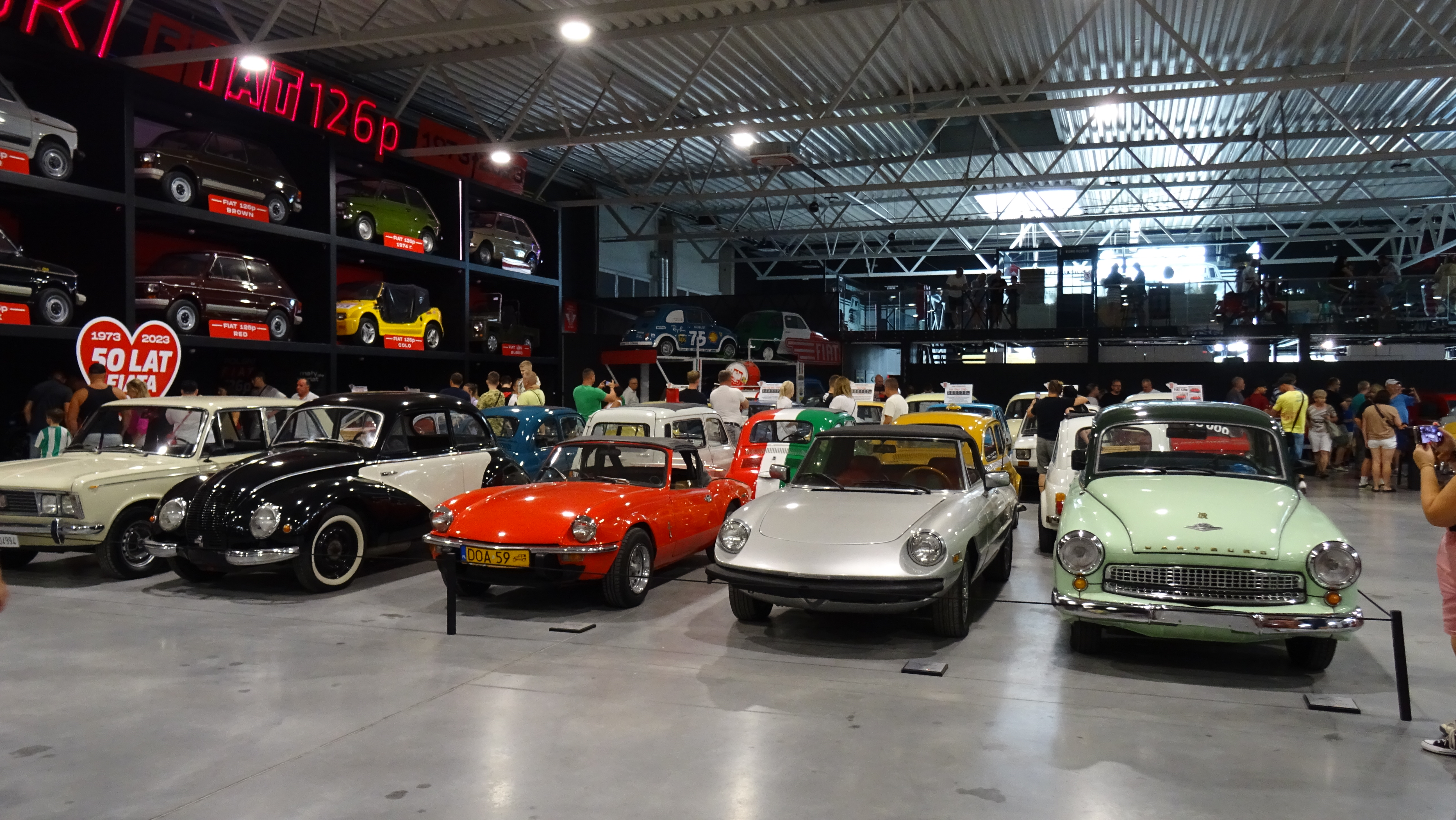
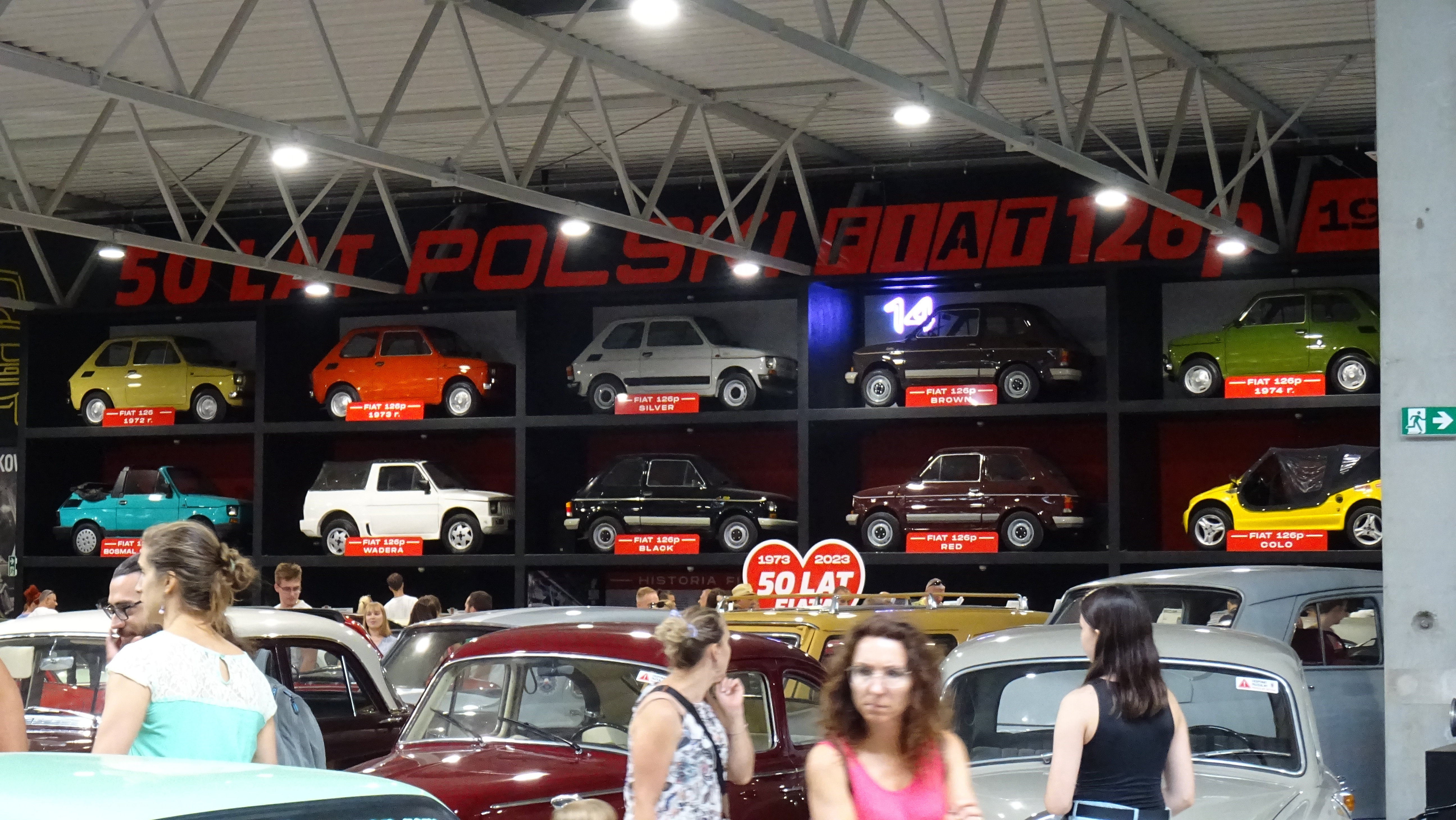
Wystawa polskich Fiatów
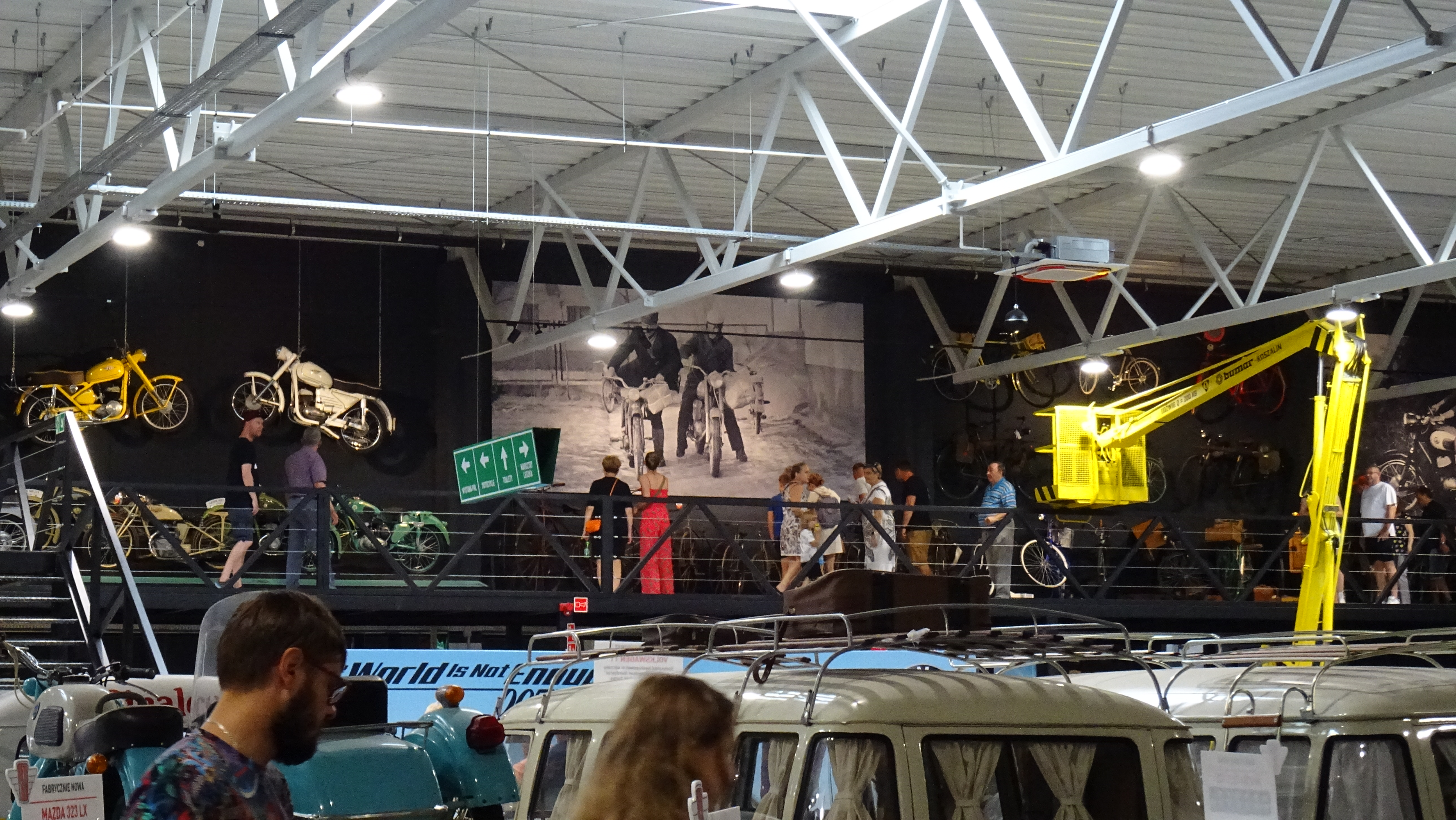
Wystawa motorów, motorowerów i rowerów
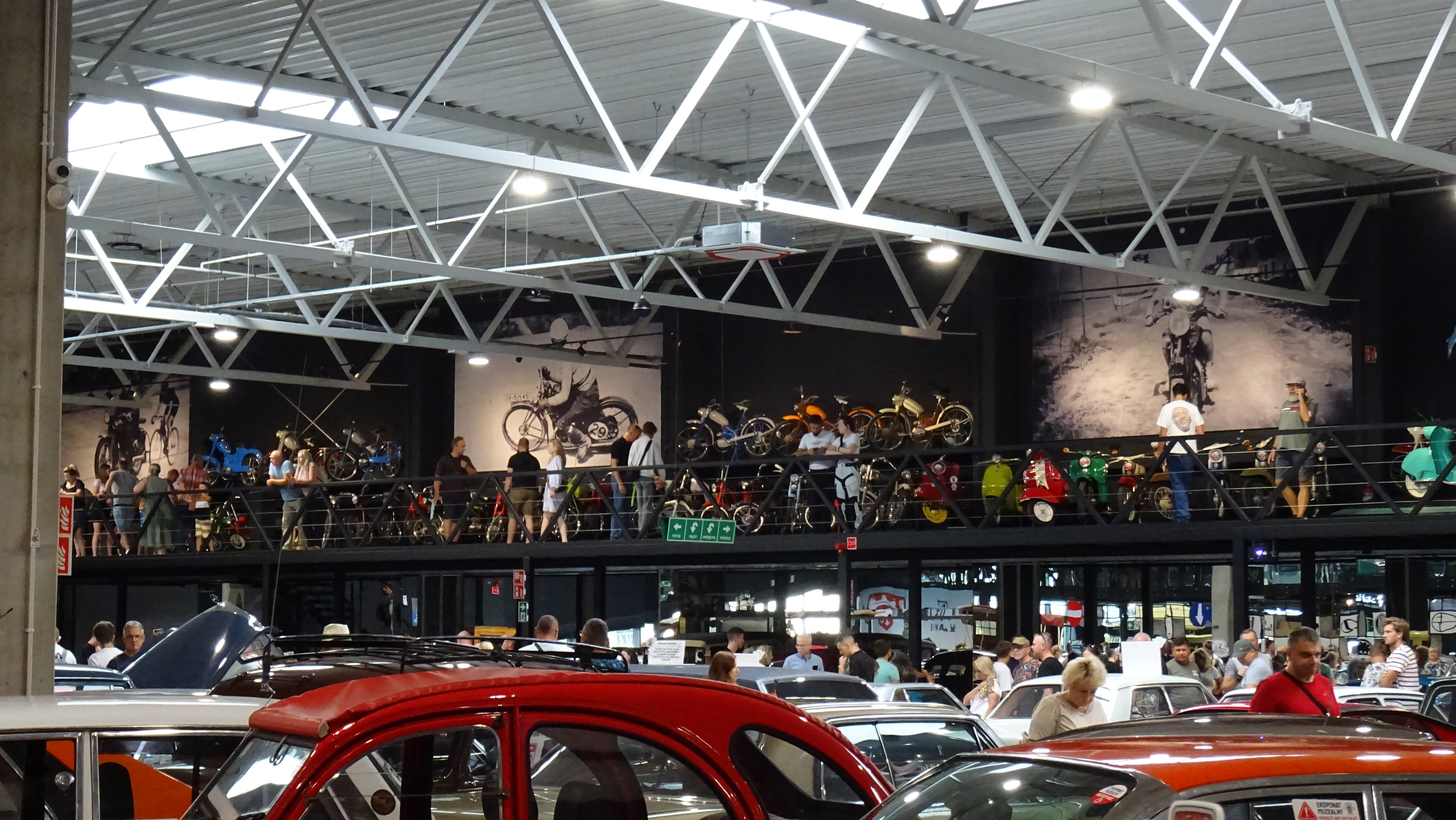
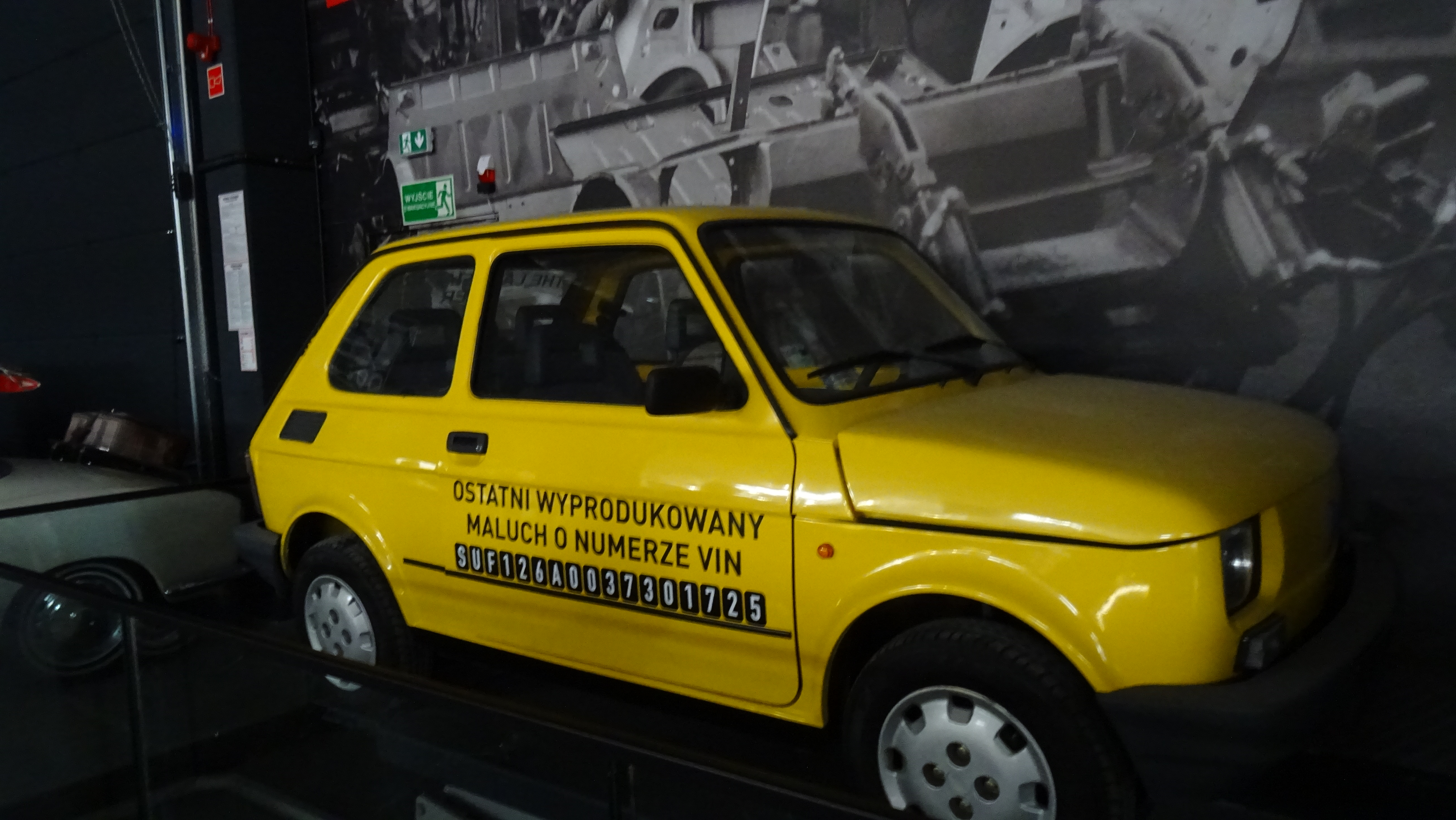
Ostatni wyprodukowany Fiat 126p
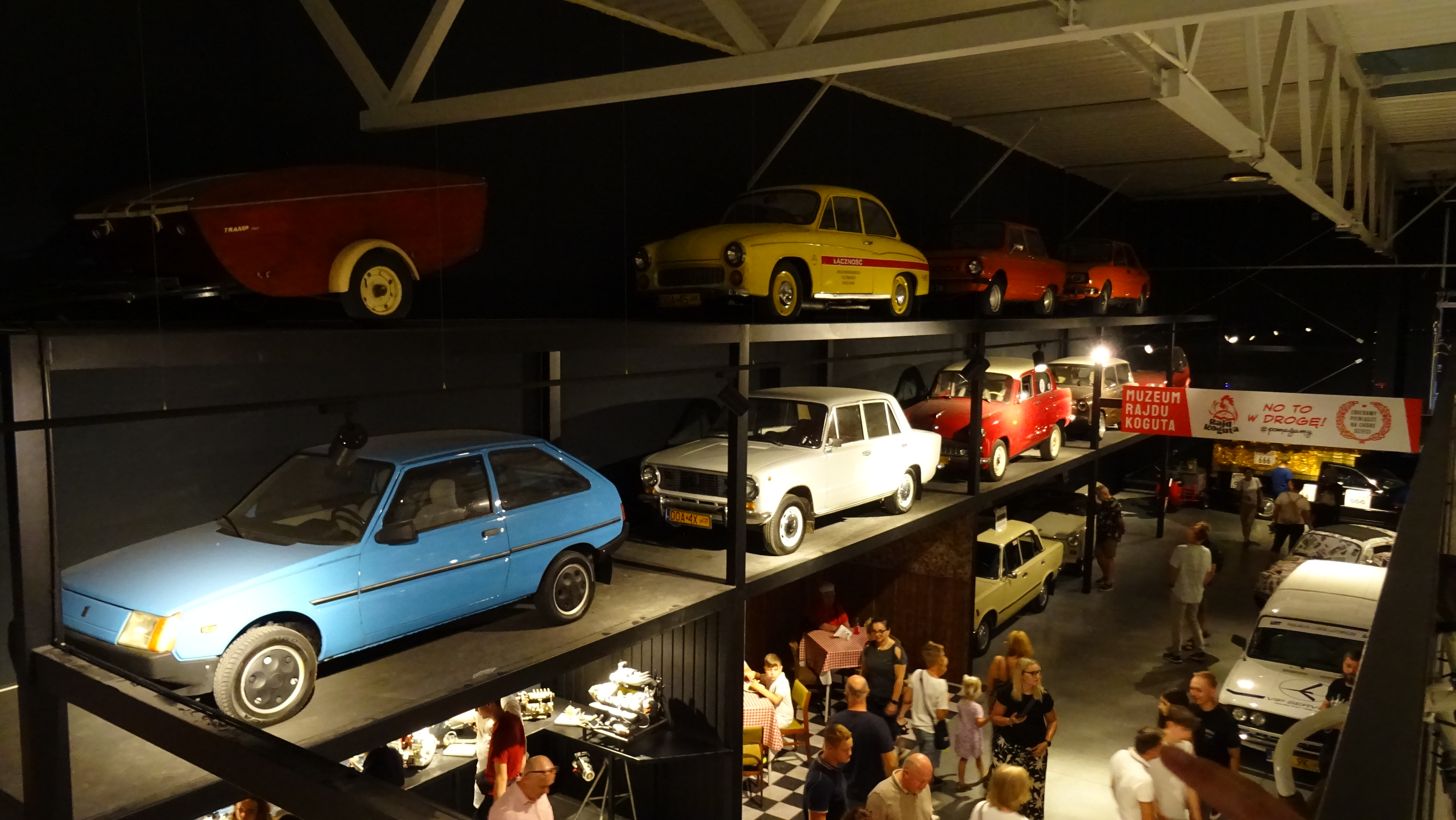